# Asociación Nacional de Mujeres Rurales e Indígenas
La Asociación Nacional de Mujeres Rurales e Indígenas (ANAMURI) es una organización civil chilena sin ánimo de lucro y autónoma compuesta únicamente por mujeres y fundada en el año 1998 en Buin, cuya misión es organizar y promover el desarrollo de las mujeres rurales e indígenas de Chile estimulando y fortaleciendo su organización. ANAMURI forma parte de la Coordinadora Latinoamericana de Organizaciones del Campo y la Vía Campesina Internacional. En la actualidad, ANAMURI cuenta con aproximadamente 6800 socias.

## Historia
La Asociación Nacional de Mujeres Rurales e Indígenas se fundó el 13 de junio de 1998 en Buin.
A 2018, ANAMURI está presente en las regiones de Chile que van desde Arica (Arica y Parinacota) hasta Coyhaique (Aysén), incluyendo a mujeres indígenas Aymara, Colla, Diaguita y Mapuche de todo el país. Su sede central se encuentra en la comuna de Santiago.

## Misión
La misión de ANAMURI es organizar y promover el desarrollo de las mujeres rurales e indígenas de Chile, desde Arica hasta Coyhaique, teniendo en cuenta su diversidad cultural, laboral, social y económica, estimulando y fortaleciendo su organización. La misión de ANAMURI está basada en la construcción de relaciones igualitarias, aglutinando y coordinando las demandas e intereses de las mujeres rurales a nivel nacional. Las mujeres de ANAMURI luchan por conseguir la soberanía alimentaria de los pueblos, reconociendo el importante rol de las mujeres en la producción agrícola desde tiempos ancestrales.

## Rol de las mujeres
ANAMURI es una organización formada por única y exclusivamente mujeres, y cuenta con aproximadamente 6800 socias. Entre ellas, cabe destacar a Miriam Talavera (Presidenta de ANAMURI); Millaray Painemal Morales (Vicepresidenta); María Vargas G (Secretaria General); Mónica Hormazábal Baeza (Tesorera); Francisca Rodríguez Huerta (Secretaria Organización); Jacqueline Arriagada Villegas (Frente Productoras); Viviana Catrileo Epul (Frente Comunicaciones); Rosario Gómez Inostroza (Frente Indígena); Hilda Morales Morales (Delegada Cultura); Carla Nuñez Díaz (Frente Internacional); Ana María Fuentes Cáceres (Frente Asalariadas); Josefina Ovando Godoy (Recursos Naturales); Mafalda Galdames Castro (Encargada de Formación); Evelyn Cabezas Villarroel (Medio ambiente) Lirayen Reyes Galves (Frente Jóvenes).